# Ferrari Vision Gran Turismo
La Ferrari Vision Gran Turismo est un concept car virtuel développé par le constructeur automobile italien Ferrari pour le jeu vidéo Gran Turismo 7. Dévoilée en décembre 2022, cette hypercar virtuelle illustre la vision futuriste de Ferrari en matière de design et de technologie, tout en s'inspirant de son héritage en compétition automobile.

## Historique
Le projet Vision Gran Turismo, lancé par Polyphony Digital, offre aux constructeurs automobiles l'opportunité de concevoir des véhicules exclusivement destinés à la célèbre franchise Gran Turismo. La participation de Ferrari à ce programme a marqué une étape importante pour la marque, mettant en avant son engagement envers l'innovation et l'électrification,.
La Ferrari Vision Gran Turismo a été dévoilée pour la première fois lors de la finale des Gran Turismo World Series 2022. Cette présentation s'est accompagnée d'une vidéo immersive qui a révélé les lignes audacieuses et les hautes performances de ce concept,.

## Conception

### Intérieur
L'intérieur de la Vision Gran Turismo est orienté vers le conducteur, avec des écrans futuristes et des commandes intégrées au volant. Le cockpit minimaliste combine des matériaux légers comme le carbone et des textures de haute qualité pour un design fonctionnel et immersif.

### Extérieur
Inspiré des prototypes de course des années 1960, notamment la Ferrari 330 P3 et P4, le design de la Vision Gran Turismo adopte des lignes aérodynamiques modernes. La voiture présente une carrosserie monocoque en carbone, des prises d'air sculptées, et un spoiler arrière actif pour optimiser la stabilité à haute vitesse,.

## Performances
La Ferrari Vision Gran Turismo est propulsée par un groupe motopropulseur hybride inspiré des voitures de Formule 1.
Motorisation
Le véhicule est équipé d'un moteur V6 turbo hybride de 3,0 litres, dérivé de celui de la Ferrari 296 GTB, complété par trois moteurs électriques (un sur l'essieu avant et deux sur l'essieu arrière). Ensemble, ces moteurs délivrent une puissance totale de 1 030 chevaux (735 kW), avec un boost électrique permettant de dépasser 1 350 chevaux en pointe,,.
- Accélération : 0 à 100 km/h en moins de 2 secondes.
- Vitesse maximale : plus de 350 km/h.
- Distribution de la puissance : système de traction intégrale électrique pour une adhérence optimale.

Le châssis monocoque léger et les éléments aérodynamiques actifs, tels que l'aileron arrière réglable, assurent un équilibre parfait entre vitesse et maniabilité.